# شوگانگ
شوگانگ (انگلیسی: Shougang) شرکت دولتی فولاد چینی است، که در زمینه استخراج معادن سنگ آهن و آهن، تولید فولاد، فولاد ضد زنگ و محصولات نیمه ساخته فولاد فعالیت می‌کند.
شرکت شوگانگ در سال ۱۹۱۹ تأسیس شد، در سال ۱۹۹۹ توسعه پیدا کرد و در حال حاضر یک سوم از ظرفیت تولید فولاد و آهن چین را در اختیار دارد. شوگانگ هم‌اکنون هشتمین تولید کننده بزرگ فولاد جهان است.
دفتر مرکزی این شرکت در شهر پکن، چین قرار دارد و بخشی از سهام آن در بازار بورس اوراق بهادار هنگ کنگ معامله می‌شود.